# مجلس أمن كردستان
مجلس أمن كردستان (بالكردية: Encûmena Asayişa Herêma Kurdistanê) يعرف اختصار بـ (EAHK) هو مجلس تابع لرآسة اقليم كردستان العراق، يترأسه مسرور بارزاني.

## التأسيس
تأسس مجلس أمن كردستان في 2 مايو 2011م، بموجب القانون 4 لعام 2011م الذي أقره برلمان كوردستان. والجهاز مسؤول عن جملة من الأمور المختصة، منها وجود سياسة أمنية موحدة والتنسيق بين الأجهزة الأمنية (الأسايش) والاستخبارات العسكرية ووكالات الاستخبارات الحالية.

## مواجهات تنظيم الدولة الإسلامية
في أعقاب قيام تنظيم الدولة الإسلامية في العراق والشام "داعش" بهجومات ومعارك ضد إقليم كردستان العراق في آب / أغسطس 2014م، تقوم هيئة تنسيق مجلس أمن كردستان بتنسيق الغارات الجوية للتحالف الدولي ضد مواقع تنظيم الدولة الإسلامية. وفي أبريل / نيسان ومايو / أيار من العام ذاته، أعلن المجلس عن اعتقال عدد من الأفراد المتورطين في هجوم بسيارة مفخخة بالقرب من القنصلية الأمريكية العامة في أربيل من قبل تنظيم الدولة الإسلامية في العراق والشام «داعش».
-تحرير رهائن حويجة
في 22 أكتوبر 2015م، قامت مديرية مكافحة الإرهاب (CTD)، وهي جزء من مجلس أمن إقليم كردستان، بعملية في الحويجة مدعومة من قبل قوات العمليات الخاصة الأمريكية. وخلال العملية تم إنقاذ 69 رهينة وقتلوا أكثر من 20 عنصراً من تنظيم الدولة الإسلامية وأسروا 6 آخرين.
عملية تحرير سنجار
كانت معركة سنجار التي أطلق عليها اسم «عملية تحرير سنجار» حملة واسعة يشرف عليها رئيس إقليم كردستان العراق السابق مسعود بارزاني ورئيس مجلس أمن كردستان مسرور بارزاني، في نوفمبر / تشرين الثاني 2015م. وشملت العملية أكثر من 7500 من البيشمركة، تدعمها طائرات التحالف الدولية، ضد مواقع تنظيم الدولة الإسلامية في سنجار وما حولها.
قبل بدء الهجوم، تمركزت قوات البيشمركة في ثلاث جبهات إستراتيجية شمال وشرق وغرب من جبل سنجار لقطع الطريق السريع 47، وهو مسار إمداد إستراتيجي لتنظيم الدولة الإسلامية لنقل الإمدادات بين العراق وسوريا. ووفقاً للسلطات الكردية، كانت الأهداف أيضاً هي تطويق المنطقة عن طريق إنشاء منطقة عازلة جنوب سنجار، ثم دخول المدينة وإخلائها.
بدأت الطائرات الحربية التابعة للتحالف في قصف مواقع تنظيم داعش في الساعة 21:00 من يوم 11 نوفمبر / تشرين الثاني قبل الهجوم البري في الساعة 06:00 في 12 نوفمبر. بعد أن حققت جميع الأهداف الاستراتيجية الثلاثة، اختتمت العملية في حوالي الساعة الثالثة والنصف يوم 13 نوفمبر. وأعلن مجلس أمن إقليم كردستان عن استعادة أكثر من 28 قرية في منطقة مساحتها أكثر من 200 كيلومتر مربع، وقتل 300 من مقاتلي تنظيم الدولة الإسلامية خلال المعركة.
-إنقاذ مارلن ستيفاني نيفارلين
في 17 فبراير 2016م، أعلنت السلطات الكردية أن القوات الخاصة أنقذت شابة سويدية من أسر داعش. مارلين ستيفاني نيفارلين، 16 عاماً من بوراس، يُعتقد أنه ضلل من قبل أحد أعضاء تنظيم الدولة الإسلامية للسفر إلى سوريا ثم إلى الموصل للانضمام إلى التنظيم.
وقال مجلس أمن إقليم كردستان إن السلطات السويدية وأعضاء أسرة نيفارلين طلبوا إليها المساعدة في إنقاذها.
القوات الخاصة الكردية هي جزء من المديرية العامة لمكافحة الإرهاب، التي تعمل تحت إشراف مجلس أمن إقليم كردستان.